# Cima Garlenda
La cima Garlenda (2141 m s.l.m.) è una montagna delle Alpi Liguri (sottosezione Alpi del Marguareis).

## Descrizione
È la terza vetta più alta della Liguria dopo il monte Saccarello e il vicino monte Frontè, dal quale è separata dal passo Frontè (2081 m ). Come questo presenta vasti pendii erbosi usati come pascoli. È situata sulla catena principale alpina, sullo spartiacque che separa la valle Tanaro dalla valle Arroscia.
Si tratta della prima vetta alpina a superare i 2000 metri d'altezza, posta sullo spartiacque principale, provenendo da est.

## Storia
Le pendici meridionali della montagna furono quasi completamente disboscate in passato, per ampliare i pascoli sfruttati dalle margherie della zona. La parte alta della montagna veniva sfruttata dal bestiame ovino mentre quella meno in quota da mandrie di bovini. La zona è tuttora utilizzata per il pascolo, in particolare il versante rivolto alla valle Arroscia.

## Accesso alla cima
Per il passo Frontè transita l'Alta via dei Monti Liguri; dal valico la montagna può essere facilmente raggiunta per tracce di passaggio sul crinale erboso. La sua ampia cima è anche una meta cicloalpinistica.

## Punti di appoggio
- Rifugio Sanremo